# 函館水電
函館水電株式会社（はこだてすいでん）は、北海道函館市にかつてあった電力会社、軌道事業者（路面電車運営）、路線バス事業者である。現在、電力事業は北海道電力、軌道事業は函館市企業局交通部、路線バス事業は函館バスに引き継がれている。
なお、ここでは社名変更後の帝国電力についても述べる。

## 概要

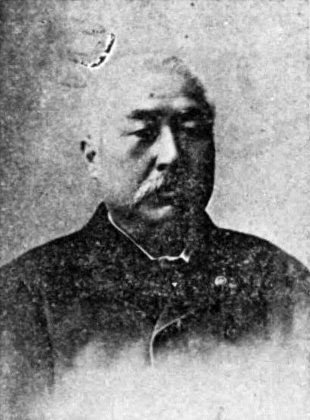
阿部興人

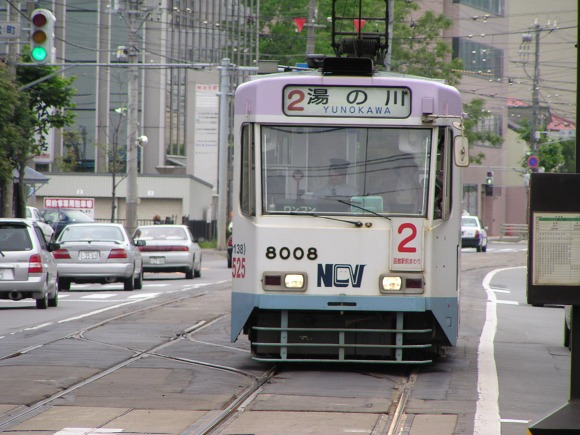
現在の路面電車（函館市交通局）

大沼を水源とした水力発電事業を目的として設立された渡島水電株式会社(創立時の社長は阿部興人で北海道セメント＜現在の太平洋セメント上磯工場＞の経営者の一人)が園田実徳が経営する電力会社函館電燈所を40万円（当時）で買収し、社名を函館水電株式会社と改めた後、函館馬車鉄道を買収し、電化をして北海道初の路面電車を運行させた。この路面電車は北海道遺産の一つに選ばれている。現存する日本最古のコンクリート製電柱（函館市末広町）を建てた電力会社でもある。弁天町にて運送業を営んでいた高木荘治よりバス事業を譲り受け、函館乗合自動車合資会社を設立してバス事業にも参入、のちに帝国電力株式会社に社名変更し、旭自動車株式会社を合併、さらにその後富士製紙の電力部門が前身の大日本電力株式会社に合併した。
大正時代には周辺の電力会社の取得や投資なども行い、八雲水電（八雲電気）を合併、森水電（森水力電気）、松前水電（松前水力電気）を競争入札で取得、道南電気、戸井水電（傍系会社として経営）に投資。早川電力と山中電燈にも投資、旭自動車にも投資した。

## 歴史

### 前史
- 1832年、世界初の馬車鉄道がアメリカのニューヨークにて開業
- 明治4年11月12日-明治6年9月13日、明治政府が欧米へ岩倉使節団を派遣。馬車鉄道をみる
- 明治5年、林和一により日本初の馬車鉄道が計画、敷設願が出されるが実現せず
- 明治7年、オランダ人技師ファン・ドールンの諸外国の事情調査、規則案を元に明治政府は馬車轍路規則を制定
- 1882年（明治15年）、日本初の馬車鉄道東京馬車鉄道開業
- 1886年（明治19年）、日本初の電力会社東京電燈株式会社開業
- 1890年（明治23年）5月、 第3回内国勧業博覧会で東京電燈によりアメリカから輸入したスプレーグ式電車が展示運転される
- 1890年（明治23年）8月、軌道条例公布
- 1891年（明治24年）10月、北海道初の電力会社札幌電燈舎開業

これより間接の前史
- 1894年（明治27年）1月、亀函馬車鉄道株式会社が設立
- 1895年（明治28年）2月1日、日本初の路面電車、京都電気鉄道が開業
- 1896年（明治29年）1月15日、函館電燈所が開業
- 1897年（明治30年）12月12日、馬車鉄道の最初の区間が開業
- 1898年（明治31年）8月19日、函館鉄道（函館 - 湯川間未開業）と合併し函館馬車鉄道株式会社に改称

### 函館水電
- 1906年（明治39年）10月31日、渡島水電株式会社が創立
- 1907年（明治40年）、函館電燈所を買収[6]
- 1907年（明治40年）、大沼第一発電所（折戸川水系折戸川上流）運転開始
- 1908年（明治41年）、函館水電株式会社に社名変更
- 1910年（明治43年）、大沼第二発電所運転開始
- 1911年（明治44年）10月1日、函館馬車鉄道を買収
- 1913年（大正2年）6月29日、 東雲町（後の労働会館前） - 湯川間が電化（北海道初の路面電車）
- 1915年(大正4年)10月12日、森水力電気設立（1916年5月27日開業)[7]
- 1916年（大正5年）、松前水力電気株式会社開業
- 1918年（大正7年）4月、八雲電気株式会社設立（八雲水電、同年5月7日開業）[8]
- 1918年（大正7年）10月10日、旭自動車株式会社創業。函館市大森町（大門）-湯川間に専用道路を設け運行[9]
- 1919年（大正8年）、大沼第三発電所（鹿部川上流）運転開始
- 1921年（大正10年）柏野野球場開設
- 1921年（大正10年）、大型木造ボギー車50形電車を1924年（大正13年）にかけ6両導入[10]
- 1924年（大正13年）、戸井電気開業[11]
- 1924年（大正13年）、軌道法施行。
- 1924年（大正13年）6月、森水力電気、松前水力電気を競争入札で取得、早川電力、山中電燈、旭自動車に投資
- 1926年（大正15年）1月20日、新川車庫火災。電車31両焼失[12]
- 1928年（昭和3年）1月25日、高木荘治、バス事業開始
- 1929年（昭和4年）6月17日、北海道駒ヶ岳の大噴火が起きる
- 1930年（昭和5年）3月18日、東京市へ本社移転。
- 1930年（昭和5年）3月27日、高木荘治よりバス事業の譲渡を受け[12]、函館乗合自動車合資会社を設立
- 1931年（昭和6年）7月、函館電気軌道より引き継いだ亀田郡亀田村万年橋 - 上磯郡上磯村富川間の軌道敷設が認可される
- 1932年(昭和7年)、道南電気開業[11]
- 1934年（昭和9年）3月21日、函館大火が起きる

### 帝国電力
- 1934年（昭和9年）8月1日、帝国電力株式会社に社名変更
- 1934年（昭和9年）12月27日、駒場車庫完成[13]
- 1935年（昭和10年）、 第1回函館港まつりに3000円をかけた花電車3両で参加[14]
- 1936年（昭和11年）
  - 2月15日、柏木車庫完成
  - 3月10日、300形電車導入[15]
- 1937年（昭和12年）、日中戦争勃発
- 1938年（昭和13年）
  - 月日不明 - 帝国電力、函館乗合自動車を吸収する
  - 月日不明 - 深堀町にバス車庫完成
  - 8月 - 宝来町交差点ポイント電動化、操車塔設置。順次電動化実施[16]
- 1939年（昭和14年）9月 - 十字街交差点ポイント自動化、操車塔設置[16]
- 1940年（昭和15年）
  - 6月1日 - 旭自動車株式会社を合併[12]
  - 7月16日 - 帝国電力、大日本電力株式会社へ合併

大日本電力への合併後、1942年（昭和17年）4月に配電統制令によって北海道配電（北海道電力の前身）が設立され、北海道内の配電事業は同社へと統合された。一方、電車・バス事業はその子会社の道南電気株式会社（のちの道南電気軌道株式会社）が経営を引き継いでいたが、函館市への譲渡は監督官庁により、1942年夏ごろから陸運統制令に基づき、渡島海岸鉄道・大沼電鉄などと統合して一社とするようとの指導があり困難をきわめた。最終的に1943年（昭和18年）11月1日に事業を引き渡すことで決着した。

## 電力事業

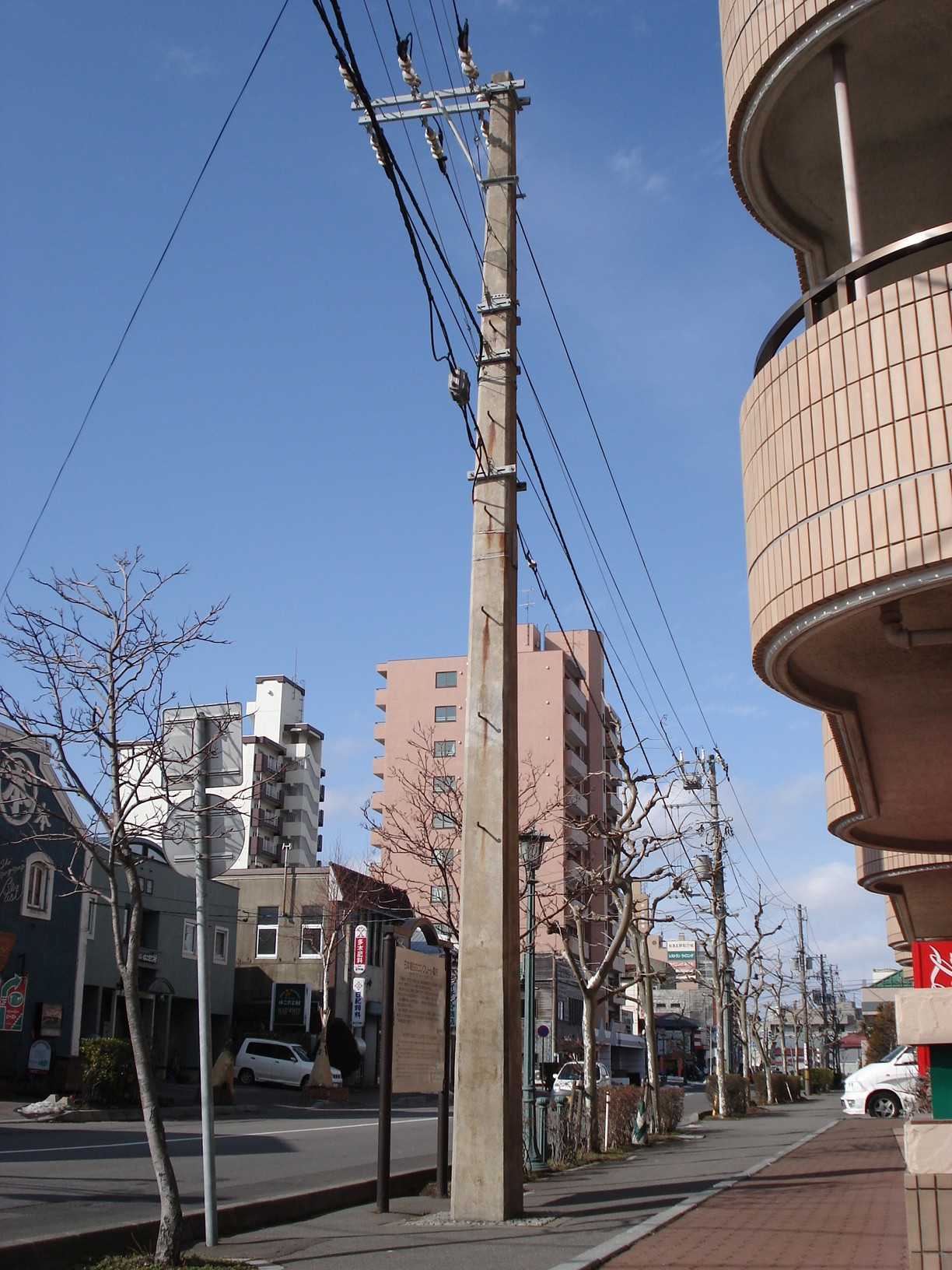
日本最古のコンクリート電柱

### 発電設備

#### 水力発電所
大沼の豊富な水を利用して発電し、函館へ送電する計画を立てていたが、農民の反対に遭い、予定を変えて銚子口から折戸川沿いに大沼第一発電所を建設したのが最初である
- 大沼第一発電所 - 1907年（明治40年）運転開始。大沼の流出河川、折戸川で発電[21]。発電機はゼネラル・エレクトリック製で三相交流60Hz[22]。水車はブラッドアイオン製。 出力は1,600kWで、22,000Vで電気を送っていた[20]。公益社団法人土木学会「近代土木遺産」に選ばれている[23]。
- 大沼第二発電所 - 1910年（明治43年）運転開始[21]。
- 大沼第三発電所 - 1919年（大正8年）鹿部川上流で運転開始[21]。

以上の発電所は1965年（昭和40年）2月3日に廃止された。
- 磯谷川発電所 - 1924年（大正13年）6月1日運転開始[11]。

#### 火力発電所
- 亀田火力発電所（亀田発電所とも） - 1920年（大正9年）4月11日竣工、運転を開始した北海道初の蒸気タービン方式による火力発電所である[25]。出力1000kw。函館区大字亀田村字村内81番地1[26]。「亀田川」も参照。

### 変電設備
- 亀田変電所 - 函館区陣屋通1番地。22,000Vを2,200Vへ減圧し市内に配電していた[26]。

### 八雲電気
八雲では大橋正太郎らが発起人となり、会社組織による電気事業経営の準備が進められて設立したのが八雲電気株式会社である。砂蘭部川の遊楽部川落ち口に25馬力、4次式水車で出力18kVA、供給電力1404kWの小規模な水力発電所を設置して供給した。需要増大に応えるべく砂蘭部川上流に発電所を設けた。1917年（大正6年）には村営化の話もあったが買収額で否決され、経営不振に陥ったこともあり、後に函館水電へ合併することになった。

## 軌道事業
東京馬車鉄道（東京都交通局の前身）と小田原馬車鉄道（小田急箱根の前身）の技術指導により開業した馬車鉄道である亀函馬車鉄道（後に函館馬車鉄道と改称）のレールの幅（軌間という）を引き継いで電化したので1372mmという珍しい軌間になっている。これは現在も引き継いている。この軌間を採用した日本で現存する路線は他に京王電鉄（京王井の頭線を除く）、都営地下鉄新宿線、都電荒川線、東急世田谷線しかない。なお電化に際して、電車に耐用できるようにレールは1mあたり30kgのものに交換され、強化された。

### 車庫
- 新川車庫（現・北海道電力函館支店） - 1913年（大正2年）6月29日完成。旧函館区公会堂を手がけた北海道屈指の工事請負人村木甚三郎の手による[28]。北海道で初めて路面電車車体製作を行った。

新川車庫火災では再建されたが、函館大火では再建されなかった。
- 駒場車庫 - 1934年（昭和9年）12月27日完成。函館大火で焼失した新川車庫の代替施設として設置された[29]。現在も車庫として使われている。
- 柏木車庫 - 1936年（昭和11年）2月15日から函館市交通局時代の1974年（昭和49年）4月19日まで使用していた。跡地はホテルロイヤル柏木を経て函館まるかつ水産柏木店及びホリデイスポーツクラブ函館店になっている。

### 車両

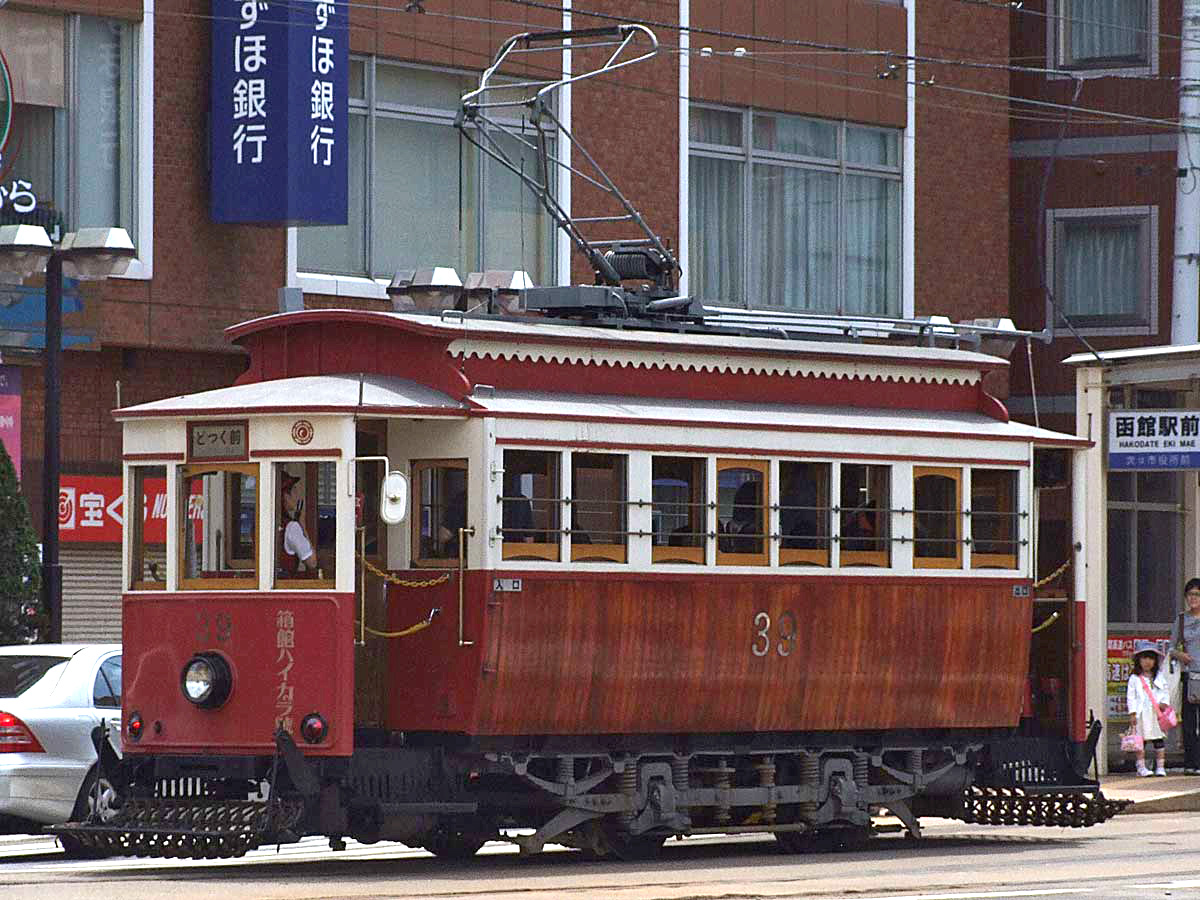
10形39号→30形39号復元車

- 10形 - 函館水電が自社発注した新車（1913年（大正2年）梅鉢工場〈後の帝國車輛工業。1968年に東急車輛製造に合併、2012年に総合車両製作所和歌山事業所となる〉で製作されたヨシ型と同系種、開業時は25両）のほか、東京市電気局、成宗電気軌道（現・千葉交通）及び九州水力電気より購入した中古電車も含む。合計46両[10]。
  - 39号はササラ電車「排2号」への改造を経て1993年に「箱館ハイカラ號」として復元され、以後毎年4月から10月まで運行している。
- 50形 - 新川車庫火災と函館大火で全車焼失した大型ボギー車。梅鉢工場で製作される。愛称はチョコレート電車。カーブの厳しい中心部は走ることができず、湯の川 - 大門間に投入される。特等室（20人）と普通室（54人）で定員が74人。そのうち1923年2月3日、50号車には特等室で電熱暖房を試し、結果は良好。新川車庫火災では6両のうち4両を自社工場で再生したが、函館大火で全車焼失し、廃車になった[10][30]。
- 100形 - 10形の増備車（101-108号）。一部は新川車庫火災で焼失を免れた10形（41-43号、46号）の整理改番（109-112号）と焼失した10形及び200形（初代）の台車及び機器類と函館水電が自製した100形と同等の車体を組み合わせた車体更新を行った上で100形へ車籍編入が行われたほか、新川車庫火災後の車番整理時に10型の一部も100形へ編入された。
- 200形（初代） - 旧・東京市電ヨヘシ型。新川車庫火災に伴い焼失した車両の補充するため購入。老朽化が進んでいたことから函館水電時代に全車100形へ車体更新された。現存車はない。
- 200形（2代） - 旧・東京市電ヨヘロ型。ササラ電車へ改造された車両を除き全車廃車。
- 300形 - 花電車へ改造された装1 - 3が現役。313号が北海道開拓記念館（野幌森林公園内）にて非公開ながら現存。
- 400形 - 旧・京王電気軌道23形電車。現存車はない。
- 排形 - 1937年（昭和12年）に改造された事業用路面電車（除雪車）。通称「ササラ電車」。正式には「ロータリーブルーム式電動除雪車」と呼ぶ。排1号から排6号。除雪車としては排3号・排4号のみ。
- 貨物電車 - 1915年（大正4年）9月1日から1932年（昭和7年）10月14日まで保有していた貨物電車群。有蓋（301号）及び無蓋（304号）の貨物電車を保有していたが、現存車はない。「北海道の私鉄車両（北海道新聞社刊）」の中で302号及び303号の存在を指摘されているが、認可記録が存在していない。
  - 301号 - 木造有蓋車。制御器はGE18B、主電動機はゼネラル・エレクトリックGE-54Aを2台、台車はブリル21E。積載量3t。
  - 302号 - 存在推定車両。認可記録がないため詳細不明。
  - 303号 - 存在推定車両。認可記録がないため詳細不明。
  - 304号 - 無蓋車。制御器はDK-DBI、主電動機はGE-54A、台車はペックハム8B。積載量3t。

## バス事業

### 函館乗合自動車
高木荘治が行っていた事業を継承して函館乗合自動車合資会社を設立し運営した。函館乗合自動車合資会社はのちに帝国電力に吸収されている。

### 旭自動車
旭自動車株式会社も吸収している。
松岡陸三による旭自動車は1918年（大正7年）10月10日に日本初の専用自動車道路（現・国道278号の一部、漁火通り）を開通させて松風町6番地－根崎間6kmを4台で営業した。昭和5年、若松町117番より根崎に路線変更する。下海岸自動車との接続もしていた。
下海岸自動車は昭和3年創立で、昭和7年に椴法華-湯川間を全線開通させている。

### 車庫
昭和13年12月9日、深堀町99番地に建設していた深堀町バス車庫が完成した。昭和53年に売却された。

## スポーツ・レジャー事業
社会人野球球団の函館太洋倶楽部本拠地として柏野野球場の開設運営、湯川遊園地の運営を行っていた。湯川遊園地は函館大火後は運営できず放置されていた。

### 柏野野球場
駒場車庫の裏にあった野球場。1921年（大正10年）開設。敷地1万2000坪、収容2000人のスタンドも設置した。函館太洋倶楽部が利用。試合や練習を見る人が電車を使うことを目論んだ。

### 湯川遊園地
1920年（大正9年）、旅館経営者の岩見次郎が湯川地区に娯楽場「新世界」を開設し動物舎や演芸館、竜宮門などを設置していた。しかし、不況により娯楽場「新世界」は1925年（大正14年）に閉鎖となり、その後、函館水電が経営する湯の川遊園地が昭和初期まで営業していた。

## 水電事業市営化問題
将来の需要増に対応するために傍系会社であった戸井電気へ札幌水力電気株式会社と一緒に吸収合併予定であったが、安定経営を望む地域住民の意見を受けて函館の市議協議会が反対し、函館市による事業買収交渉が始まる。
戸井電気とは1924年（大正13年）開業の函館水電より電力の供給を受けて消費者に提供する小さな電灯会社である。この会社の資本金を1900万円まで増資して函館水電と札幌水力電気を吸収合併させようとの計画であった。
函館水電は函館市との報償契約は合併後も尊重すると回答したものの函館市民の世論は将来市が事業買収することを困難にするものとして合併反対の流れで水電合併反対連盟を結成して合併を阻止しようとした。

## 郊外電車計画
函館水電自体は郊外に路面電車の進出をする考えは終始なかったといわれている。

### 函館電気軌道
函館市内の民間資金で函館電気軌道が設立され、1927年（昭和2年）に上磯軌道（亀田村万年橋から上磯町富川間）の敷設請願が行われた。結局、1931年（昭和6年）7月に函館水電に特許された。並行鉄道路線は国鉄上磯軽便線、上磯線。延伸により国鉄江差線、北海道旅客鉄道江差線を経て現在は道南いさりび鉄道の一部区間。

### 大野電軌
直接の関係は無いが、「大野電軌株式会社」（発起人代表中村長八郎）による函館市海岸町から北斗市字市渡（現在地名）までの路面電車の計画があった。レールの幅（軌間）は函館水電と同じ1372mmで、接続を念頭に置いていた。延長10マイル15チェーン、建設費は60万円を予定していた。この計画は1928年（昭和3年）6月20日に鉄道省及び内務省より特許が下りている。昭和4年に丸山誠吾に譲渡され、路面電車から鉄道に変更され（レール幅は1067mm）、大函急行電鉄計画になる。

### 戸井電気軌道
戸井電気軌道が1927年（昭和2年）12月31日に銭亀沢村大字根崎村（当時）から戸井村大字小安村字釜谷（当時）まで軌道敷設を申請していたが、1931年（昭和6年）1月に却下されている。軌間は函館水電と同じ1372mmであった。並行鉄道路線は国鉄戸井線（未成線）。津軽要塞の頁も参照。